# Arintica
L'Arintica est un stratovolcan du Chili situé dans la région d'Arica et Parinacota, à proximité de la frontière avec la Bolivie. Il culmine à 5 597 mètres d'altitude.